# Claude Carra de Saint-Cyr

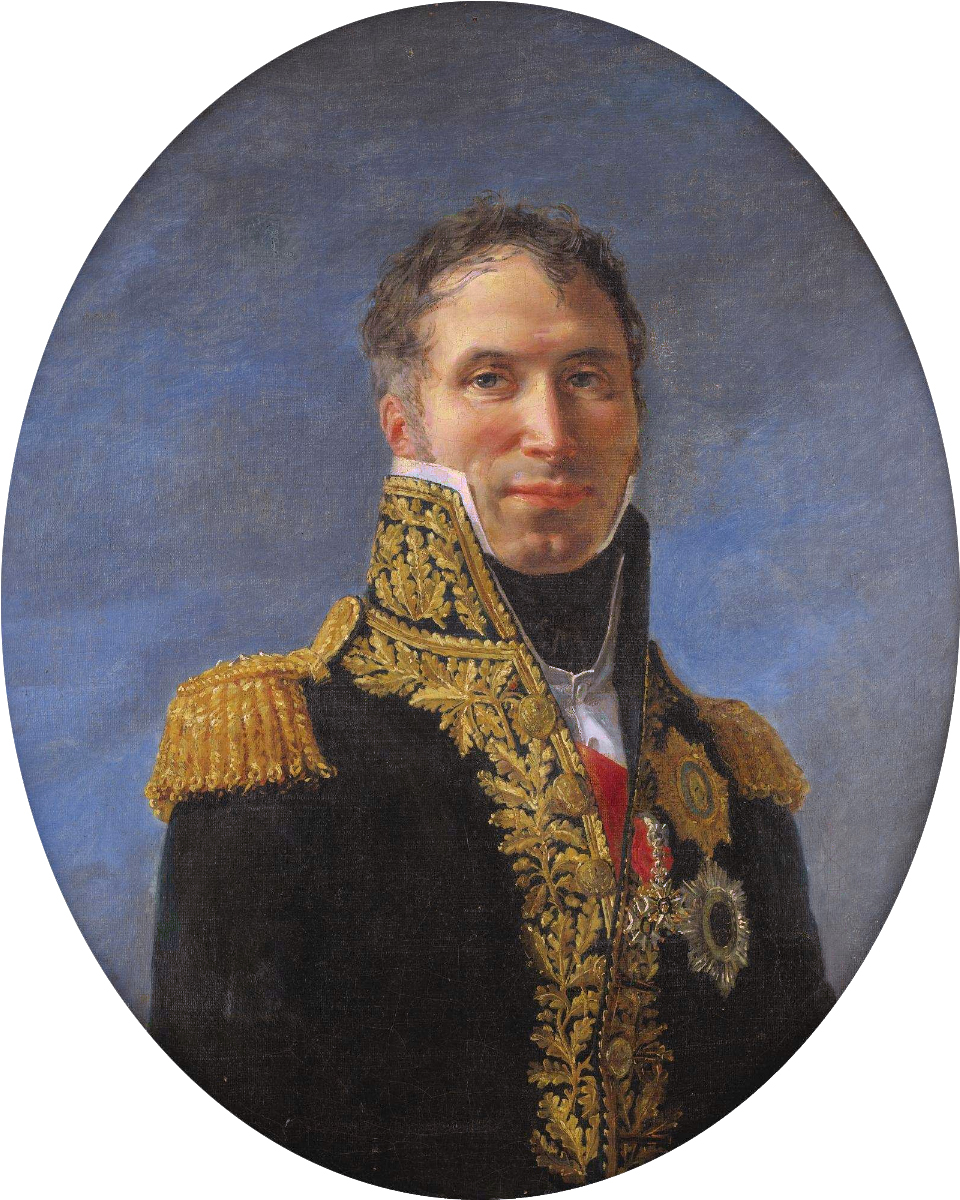
Generał Claude Carra de Saint-Cyr

Claude Carra de Saint-Cyr (ur. 28 lipca 1760 w Lyonie, zm. 5 stycznia 1834 w Vailly-sur-Aisne) – francuski generał w okresie od rewolucji po wojny napoleońskie, baron Cesarstwa (11 sierpnia 1808), Oficer Wyższy Legii Honorowej (11 lipca 1807).

## Kalendarium z okresurewolucjiiCesarstwa

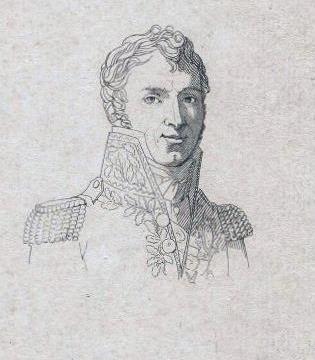
Claude Carra de Saint-Cyr

- 3 sierpnia 1793 - adiutant gen. Aubert du Bayet
- 1793 - 1795 - w Armii Wybrzeża Brestu
- 11 marca 1795 - adiutant generalny szef batalionu
- 13 czerwca 1795 - adiutant generalny szef brygady
- 9 października 1795 - generał brygady
- 19 lutego 1796 - I sekretarz ambasady Francji w Turcji
- 17 października 1796 - konsul generalny Francji na Wołoszczyźnie
- 1797–1798 - Chargé d’affaires Francji w Turcji po śmierci gen. Aubert du Bayet (17 grudnia 1797)
- 25 lutego 1799 - w Armii Italii
- 7 lutego 1800 - inspektor przeglądów (kontroli)
- 14 maja 1800 - dowódca brygady (dywizja gen. Monniera)
- 30 maja 1800 - komendant Ivrei
- 4 lipca 1800 - uczestnik bitwy pod Marengo; dowódca 3. dywizji lewego skrzydła Armii Italii
- 25 grudnia 1800 - dowódca 2. brygady (dywizja gen. Monniera) w bitwie pod Pozzolo
- 15 maja 1801 - dowódca brygady (dywizja gen. Soulta, Korpus Obserwacyjny Południa)
- 22 września 1802 - przydział do sztabu piechoty 1. okręgu wojskowego
- 27 sierpnia 1803 - generał dywizji
- 30 sierpnia 1803 - dowódca 2. dywizji w obozie w Bajonnie
- 1806–1807 - uczestnik kampanii
- 13 grudnia 1806 - komendant placu i gubernator Magdeburga
- 24 lutego 1807 - dowódca 2. dywizji piechoty (IV Korpus Armii Niemiec)
- 23 lutego 1809 - dowódca 2. dywizji piechoty (IV Korpus Armii Niemiec)
- 30 lipca 1809 - gubernator Drezna
- 1 stycznia 1810 - dowódca 1. dywizji piechoty (Armia Dalmacji)
- 26 grudnia 1810 - nominacja na gubernatora Hamburga oraz komendanta 32. okręgu wojskowego
- 1811–1812 - gubernator Hamburga
- 1812 - dowódca rezerwowej dywizji piechoty Związku Reńskiego
- 18 stycznia - 9 marca 1813 - dowódca 1. dywizji Korpusu Obserwacyjnego Łaby
- 12 marca 1813 - ewakuacja Hamburga
- 30 marca 1813 - w niełasce Cesarza, następnie dowódca dywizji piechoty (I Korpus)
- 25 grudnia 1813 - dowódca 3. dywizji piechoty (I Korpus Armii Północy)
- luty 1814 - komendant Walencji, Bouchain, Vila do Conde
- 27 lipca 1814 - mianowany gubernatorem Gujany Francuskiej
- 20 kwietnia 1815 - zezwolenie od ministra wojny na objęcie stanowiska gubernatora kolonii
- 1817 - komendant i administrator Gujany